# Mycetobia asiatica
Mycetobia asiatica är en tvåvingeart som beskrevs av Boris Mamaev 1987. Mycetobia asiatica ingår i släktet Mycetobia och familjen fönstermyggor.
Artens utbredningsområde är Kazakstan. Inga underarter finns listade i Catalogue of Life.